# Bitka pri Johnstownu
Bitka pri Johnstownu je bila ena zadnjih bitk na severnem prizorišču ameriške revolucionarne vojne, v kateri se je 25. oktobra 1781 pri Johnstownu, New York, spopadlo približno 1.400 vojakov. Britanska redna vojska in milica pod poveljstvom majorja Johna Rossa iz newyorškega kraljevega polka in stotnika Walterja Butlerja (lojalista) iz Butlerjevih rangerjev sta napadla obmejno območje. Lokalne ameriške sile pod vodstvom polkovnika Marinusa Willetta so blokirale britanski prodor. Ko so se Britanci umikali proti severu, so Willett in njegovi možje odkorakali do German Flatts, da bi jim poskušali odrezati pot. Britancem je uspelo pobegniti, Walter Butler pa je bil ubit.